# 蓼子草
蓼子草（学名：Polygonum criopolitanum）为蓼科蓼属下的一个种。

## 扩展阅读
- 蓼子草的图片[]